# Joseph Quinn
Joseph Quinn (London, 1994. május 15. –) angol színész.
Eddie Munson szerepével vált ismertté a Stranger Things című Netflix-sorozat negyedik évadában (2022). Emellett feltűnt a BBC One Dickensian (2016), a Howards End (2017) és A nyomorultak (2018) című sorozataiban, valamint a Sky Atlantic Nagy Katalin (2019) című sorozatában is. Főszerepet játszott a Hang nélkül: Első nap (2014) című sci-fi horrorfilmben, valamint Geta császárt formálta meg a Gladiátor II.-ben (2014). Elismerést egy tengerészgyalogos katona alakításáért kapott a Hadviselés (2025) című filmben.

## Fiatalkora
1994. január 26-án született és Dél-Londonban nőtt fel.
2007 és 2012 között az Emanuel nevű magániskolába járt. Ezt követően a London Academy of Music and Dramatic Art (LAMDA) drámaiskolába járt, ahol 2015-ben diplomázott.

## Pályafutása
Miután végzett a LAMDA-n, megkapta első jelentős szerepét a BBC One Dickensian című sorozatában, ahol a főszereplő Arthur Havishamet alakította. 2017-ben főszerepet játszott a Howards End négyrészes sorozatban, ahol Leonard Bastot, egy fiatal banktisztviselőt formált meg Hayley Atwell partnereként. Ugyanebben az évben szerepelt a KIN című rövidfilmben, valamint feltűnt a Trónok harca hetedik évadának egyik epizódjában is, ahol Konert, egy Stark-katonát játszotta.
Színházi munkásságáról is ismert, többek között a londoni Nemzeti Színházban és az Off West End produkciókban is fellépett. 2017-ben elnyerte a Best Actor in a Studio Production díjat a Manchester Theatre Awards-on a Wish List című előadásban nyújtott alakításáért. 2018-ban a Screen International a jövő csillagai közé választotta.
2018-ban Enjolrast alakította a BBC One A nyomorultak című adaptációjában, valamint játékfilmes debütálása is ebben az évben történt az Overlord című filmben. A következő évben Molly Windsor oldalán szerepelt a Make Up című thrillerben, és a Sky Atlantic minisorozatában, a Nagy Katalinban az orosz cárt, Pált alakította. Emellett Will Ladislaw karakterét is megszólaltatta a BBC Radio 4 Middlemarch című rádióadaptációjában.
2020-ban feltűnt a BBC One C.B. Strike című sorozatában, valamint Steve McQueen Kis fejsze című antológiasorozatának egyik epizódjában is.

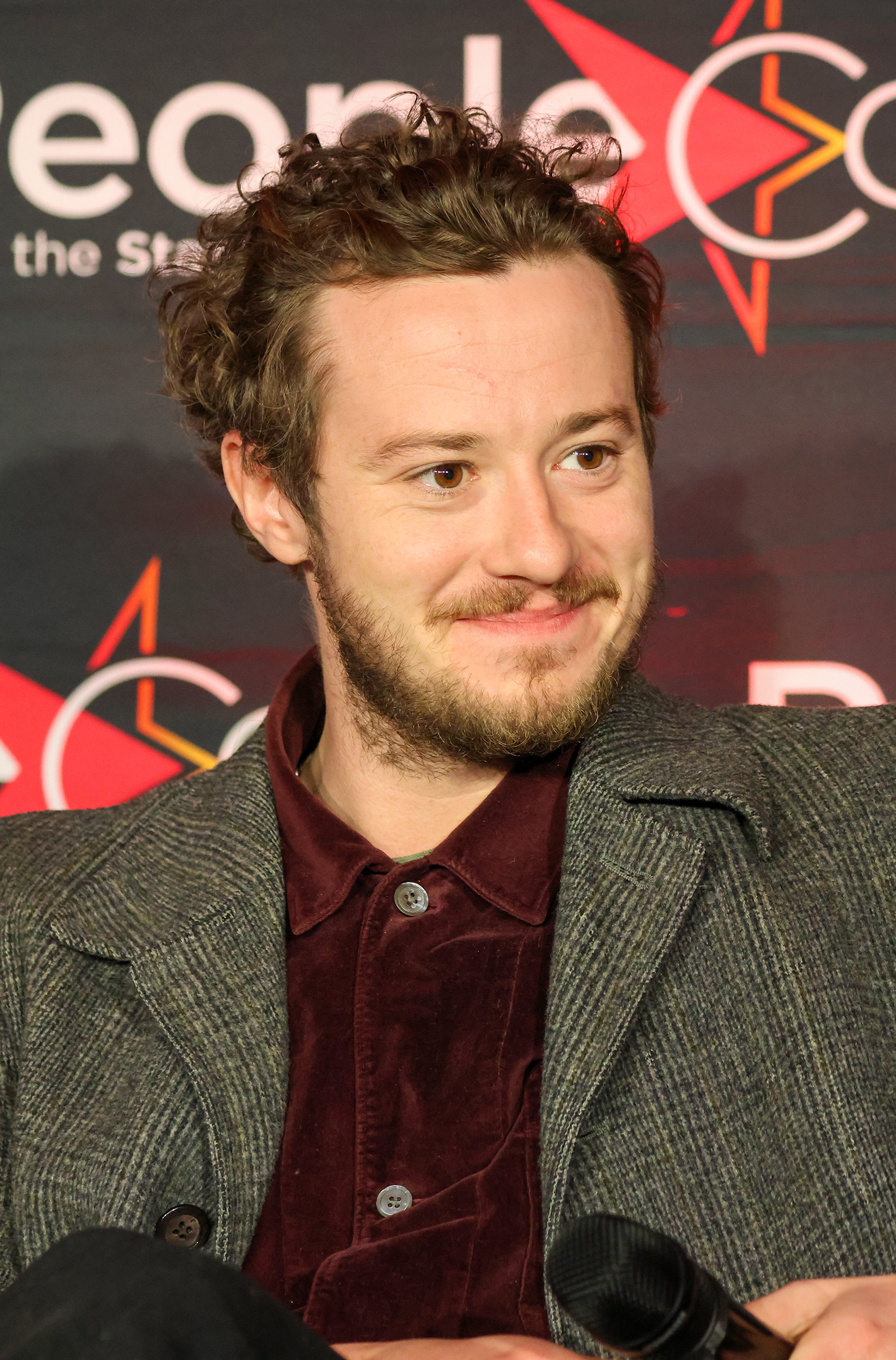
2022-ben

2022-ben Quinn nemzetközi hírnévre tett szert Eddie Munson megformálásával a Stranger Things negyedik évadában. A szerepet 2019-ben kapta meg, az évad forgatására pedig 2021-ben kerül sor. A sorozatban nyújtott alakításáért a legjobb mellékszereplőnek járó Szaturnusz-díjra jelölték. Később a 2023-as MTV Movie & TV Awards-on, szintén a Stranger Thingsben való munkájáért elnyerte a legjobb feltörekvő színésznek járó díját.
2022 augusztusában leszerződött a Creative Artists Agency-vel. Quinn a Lords of the Fallen című videójáték rebootjának előzetesét narrálta. 2022 októberében ő lett a Gris Dior illat egyik reklámarca. A 2022-es Newport Beach-i filmfesztivál díjátadóján felkerült a Variety listájára a 10 színész közül, akikre figyelni kell. 2022 novemberében egyike volt a brit GQ év férfija kitüntetettjeinek.
A Stranger Thingsben nyűjtott alakítása után számos nagy stúdiófilmben kapott szerepet. A Hang nélkül: Első nap című horrorfilmben Lupita Nyong’o oldalán tűnt fel a mozivásznon, amelyet Michael Sarnoski rendezett, és 2024 júniusában került a mozikba. A 2024 novemberében bemutatásra kerülő Gladiátor II. című történelmi akciófilmben is szerepet kapott, amelyet Ridley Scott rendezett.
2025-ben a Hacviselés című háborús filmben mellékszereplőként tűnt fel. A következő szerepei közé tartozik Johnny Storm / Fáklya a Marvel-moziuniverzum filmjeiben: A Fantasztikus 4-es: Első lépések (2025), Avengers: Doomsday (2026) és a Avengers: Secret Wars (2027). Quinn kapta meg George Harrison szerepét Sam Mendes négyrészes Beatles-életrajzi filmjében.

## Filmográfia

### Film
| Év   | Magyar cím                        | Eredeti cím                     | Szerep                | Magyar hang   |
| ---- | --------------------------------- | ------------------------------- | --------------------- | ------------- |
| 2018 | Overlord                          | Overlord                        | Grunauer              |               |
| 2019 |                                   | Make Up                         | Tom                   |               |
| 2023 | Kincs                             | Hoard                           | Michael               |               |
| 2024 | Hang nélkül: Első nap             | A Quiet Place: Day One          | Eric                  | Ember Márk    |
| 2024 | Gladiátor II.                     | Gladiator II                    | Geta császár          | Kenéz Ágoston |
| 2025 | Hadviselés                        | Warfare                         | Sam                   | Czető Ádám    |
| 2025 | A Fantasztikus 4-es: Első lépések | The Fantastic Four: First Steps | Johnny Storm / Fáklya | Ágoston Péter |
| 2026 |                                   | Avengers: Doomsday              | Johnny Storm / Fáklya |               |

### Televízió
| Év        | Magyar cím      | Eredeti cím         | Szerep           | Megjegyzés                                         |
| --------- | --------------- | ------------------- | ---------------- | -------------------------------------------------- |
| 2011      |                 | Postcode            | Tim              | 1 epizód                                           |
| 2015–2016 |                 | Dickensian          | Arthur Havisham  | 19 epizód                                          |
| 2017      | Trónok harca    | Game of Thrones     | Koner            | 1 epizód                                           |
| 2017      | Howards End     | Howards End         | Leonard Bast     | - 4 epizód - magyar hangja: - Halasi Dániel        |
| 2017      |                 | Timewasters         | Ralph            | 2 epizód                                           |
| 2018      | A nyomorultak   | Les Misérables      | Enjolras         | - 3 epizód - magyar hangja: - Zámbori Soma         |
| 2019      | Nagy Katalin    | Catherine the Great | I. Pál orosz cár | 4 epizód                                           |
| 2020      | C.B. Strike     | Strike              | Billy Knight     | - 4 epizód - magyar hangja: - Miller Dávid         |
| 2020      | Kis fejsze      | Small Axe           | PC Dixon         | 1 epizód                                           |
| 2022      | Stranger Things | Stranger Things     | Eddie Munson     | - 8 epizód (4. évad) - magyar hangja: - Ember Márk |

## Díjak és jelölések
| Díj                             | Év   | Kategória                                       | Átvevő          | Eredmény |
| ------------------------------- | ---- | ----------------------------------------------- | --------------- | -------- |
| British Independent Film Awards | 2024 | Legjobb főszereplői alakítás                    | Kincs           | Jelölve  |
| MTV Movie & TV Awards           | 2023 | MTV Movie Award a legjobb feltörekvő színésznek | Stranger Things | Elnyerte |
| Szaturnusz-díj                  | 2022 | Szaturnusz-díj a legjobb televíziós színésznek  | Stranger Things | Jelölve  |